# Nhóm methyl

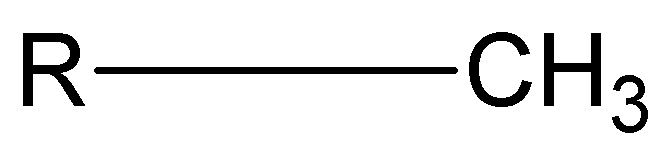

Methyl là một nhóm chức hữu cơ, phần còn lại của methan sau khi đã mất đi một nguyên tử hydro, công thức cấu tạo là –CH3, và nhiều khi được viết tắt là –Me. Methyl là một nhóm đẩy electron, có mặt trong rất nhiều hợp chất hữu cơ.

## Methyl cation, anion, và gốc tự do

### Methyl cation
Các methylium cation (CH3 +) tồn tại trong giai đoạn khí, nhưng nếu không gặp phải. Một số hợp chất được coi là nguồn cation CH3 +, và sự đơn giản hóa này được sử dụng phổ biến trong hóa học hữu cơ. Chẳng hạn, protonation methanol cung cấp cho một electrophilic methylating phản ứng mạnh:
CH3OH + H+  →  CH3+ + H2O
Tương tự, iodomethan và methyl triflate được xem như tương đương với cation methyl vì chúng dễ dàng trải qua phản ứng SN2 bởi các nucleophiles yếu.

### Anion methyl
Anion methanide (CH3−) chỉ tồn tại trong pha khí hiếm hoặc trong điều kiện kỳ lạ. Nó có thể được sản xuất bằng cách xả điện trong ketene ở áp suất thấp (ít hơn một torr) và enthalpy của phản ứng được xác định khoảng 252,2±3.3 kJ/mol.
Trong thảo luận các cơ chế của các phản ứng hữu cơ, methyl lithium và các thuốc thử Grignard liên quan thường được coi là muối của "CH3−"; Và mặc dù mô hình có thể hữu ích cho mô tả và phân tích, nó chỉ là một tiểu thuyết hữu ích. Các thuốc thử này thường được điều chế từ các methyl halide:
2 M + CH3X → MCH3 + MXTrong đó M là một kim loại kiềm.

### Gốc methyl
Các gốc methyl có công thức CH3. Nó tồn tại trong các loại khí pha loãng, nhưng ở dạng tập trung hơn nó dễ dàng dimerizes để ethane. Nó có thể được tạo ra bởi sự phân hủy nhiệt của các hợp chất nhất định, đặc biệt là các hợp chất có liên kết-N = N.

## Phản ứng
Phản ứng của một nhóm methyl phụ thuộc vào các nhóm thế kế tiếp. Các nhóm methyl có thể khá không phản ứng. Ví dụ, trong các hợp chất hữu cơ, nhóm methyl chống lại các cuộc tấn công bởi ngay cả các acid mạnh nhất.

### Oxy hóa
Sự oxy hóa của một nhóm methyl xảy ra rộng rãi trong tự nhiên và công nghiệp. Các sản phẩm oxy hóa có nguồn gốc từ methyl là CH 2OH, CHO, và CO2H. Ví dụ, permanganat thường chuyển một nhóm methyl thành nhóm carboxyl (-COOH), ví dụ: Sự chuyển đổi toluene sang acid benzoic. Cuối cùng quá trình oxy hóa các nhóm methyl mang lại proton và carbon dioxide, như đã thấy trong quá trình đốt cháy.

### Methyl hóa
Demethyl hóa (chuyển methyl nhóm sang hợp chất khác) là một quá trình thông thường, và các chất thử trải qua phản ứng này được gọi là chất methyl hóa. Các tác nhân methyl hoá thông thường là dimethyl sulfat, iodide methyl và methyl triflate. Methanogenesis, nguồn khí tự nhiên, phát sinh thông qua một phản ứng demethyl hóa.

### Deproton hóa
Một số nhóm methyl có thể được deproton. Ví dụ, tính acid của các nhóm methyl trong aceton ((CH3)2CO) khoảng khoảng 1020 khí chua hơn methan. Các carbanions kết quả là chìa khóa trung gian trong nhiều phản ứng trong tổng hợp hữu cơ và tổng hợp. Acid béo được tạo ra theo cách này.

### Phản ứng gốc tự do
Khi đặt trong các vị trí benzyl hoặc allylic, sức mạnh của liên kết C-H sẽ giảm, và độ phản ứng của nhóm methyl tăng lên. Một biểu hiện của phản ứng tăng cường này là chlorua quang hóa của nhóm methyl trong toluene để cung cấp cho benzyl chloride.